# 日産・プレサージュ
プレサージュ（PRESAGE）は、日産自動車が生産していたミニバン。初代の生産は栃木工場で行われ、2代目は九州工場（現・日産自動車九州）で行われた。

## 初代 U30型（1998年 - 2003年）
1998年6月23日に発売。N30型ルネッサのプラットフォームをベースに、オデッセイの対抗車として設計された。
全ドアがヒンジドアのオデッセイの対抗車として開発されたため、プレーリージョイに採用されたスライドドアは採用されず、後席ドアも前席ドアと同じ前ヒンジドアを採用した。また、「高級車から乗り換えても違和感の無い高級感」をアピールしていた事もあり、30代から40代のファミリー層のみならず、セドリックやグロリア等の高級車から乗り換える50代から60代の中高年層もターゲットとしていた。
1999年11月に発売されたバサラは当車がベースとなっており、バサラは格子状の縦線メッキグリル等でアメリカ的なイメージで更に押し出しと高級感を強めたアグレッシブなデザインとなっているのに対して、プレサージュはクルーザーの錨に似せたフロントグリルに縦線スリットメッキグリル等で日本的な高級感で日本人志向に合わせた押し出しの強さを持ちつつも保守的なデザインとなっていた。

### 年表
- 1998年
  - 6月23日 - 発売。「ミニバン・クルーザー」をコンセプトに、本格的なグランドツーリング性を実現した新型高級ミニバンというコピー。月販目標は6,000台。取り扱いは日産店（ブルーバード販売会社。現・ブルーステージ）。発表展示会は7月4・5日。同日、オーテックジャパンより特別仕様車アクシスも発売。
  - 11月4日 - CIIをベースにエアロパーツやクロムカラーコートアルミホイールを装着した「PACIFIQUE（パシフィーク）」を追加。インテリアはブルー基調の木目調を採用。ボディカラーにツートーンが設定された。
- 1999年
  - 5月27日 - 「パシフィークホワイトパールエディション」を追加。パシフィークをベースに、特別塗装色であるホワイトパール（3コートパール）を採用したほか、内装をベージュにするなどを行なった。
  - 10月1日 - 「CIIIリミテッド」を追加。CIIIをベースとし、3本スポーク木目ステアリング、本革巻コンビステアリング、木目調シフトノブ、16インチアルミホイールなどの装備が追加された。また、CIIIリミテッド専用のオプションとして、本革パッケージが設定された。
- 2000年
  - 1月19日 - 同年3月末までの期間限定車「NAVIエディション」を発売。CIIをベースとし、カーナビとアルミホイールが標準装備となった。また、インテリアには木目調のオーディオパネルなども装備された。専用色として、ホワイトパール（3コートパール）、プラチナシルバーメタリックが設定された。
  - 4月3日 - VQ30エンジンを搭載するグレードの名称をクルージングシリーズに変更し、装備と価格を変更。特別仕様車、NAVIエディションIIを発売。NAVIエディションのボディカラーにブラックを追加し、期間限定ではなくカタログモデルへ変更。
  - 6月6日 - NAVIエディションIIが装備を一部変更し、NAVIエディションIIIとなる。
  - 6月8日 - kid'sバージョン登場。KA24を搭載したCIIをベースに、専用シート生地や電源コンセントなどを装備。
  - 11月1日 - CIとCIIの間のグレードとしてCスプレンド登場。KA24エンジンとYD25エンジン搭載車のグレードの一部廃止と名称と装備の変更。
- 2001年8月29日 - マイナーチェンジ。フロントグリルやヘッドランプ、リアコンビネーションランプ、クォーターウインドウ端のプレサージュのロゴがなくなるなどの外装、パネルやステアリングなどの内装を変更。エンジンはKA24DE型エンジンとYD25DDTi型エンジンが廃止され、QR25DEエンジンが追加された。装備が変更されたのに伴い、グレード名が変更された。また、パシフィークがハイウェイスターに、アクシスがライダーにそれぞれグレード名変更。
- 2003年
  - 6月[2] - 生産終了。在庫対応分のみの販売となる。
  - 7月 - 2代目と入れ替わる形で販売終了。

### エンジン諸元
| エンジン型式 | 排気量   | 最高出力                    | 最大トルク                      | 設計                                  | 備考                                                              |
| ------------ | -------- | --------------------------- | ------------------------------- | ------------------------------------- | ----------------------------------------------------------------- |
| VQ30DE       | 2,987 cc | 162 kW (220 PS) / 6,400 rpm | 280 N⋅m (28.6 kg⋅m) / 4,400 rpm | V型6気筒DOHC、ガソリン                |                                                                   |
| KA24DE       | 2,388 cc | 110 kW (150 PS) / 5,600 rpm | 216 N⋅m (22.0 kg⋅m) / 4,400 rpm | 直列4気筒DOHC、ガソリン               | 2001年にラインナップから削除。                                    |
| YD25DDTi     | 2,488 cc | 110 kW (150 PS) / 4,000 rpm | 275 N⋅m (28.0 kg⋅m) / 1,800 rpm | 直列4気筒DOHC、直噴ディーゼルエンジン | インタークーラー付ターボエンジン。 2001年にラインナップから削除。 |
| QR25DE       | 2,488 cc | 121 kW (165 PS) / 6,000 rpm | 233 N⋅m (23.8 kg⋅m) / 4,000 rpm | 直列4気筒DOHC、ガソリン               | KA24DEに代わって、2001年に追加。                                  |

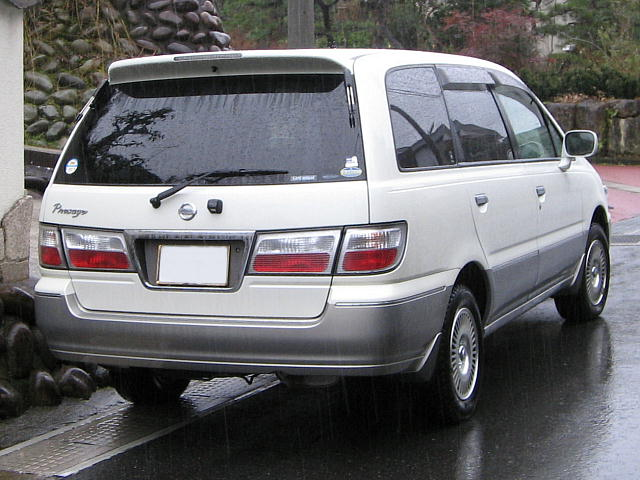
後期型リア
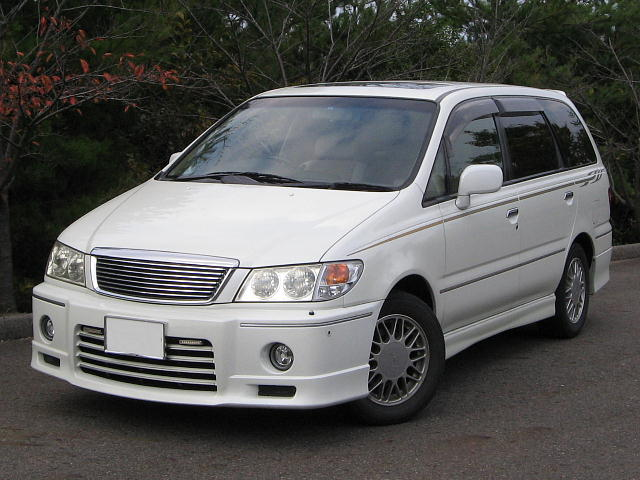
前期型アクシス
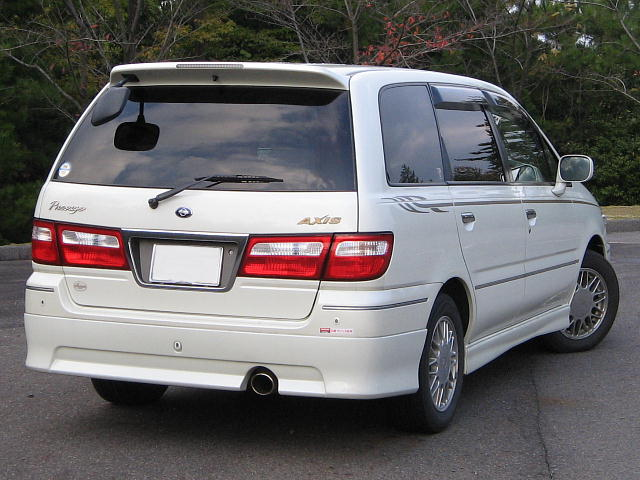
前期型アクシス リア

## 2代目 U31型（2003年 - 2009年）
2000年ごろには開発が開始され、2003年7月24日にモデルチェンジ。目標月間販売台数は5000台。プラットフォームはFF-Lプラットフォームを採用した。後席ドアには新たに両側スライドドアが、リヤゲートにはガラスハッチが採用された。なお、2列目助手席側のシートは横へスライドさせることができるようになっており、キャプテンシート2人掛けとベンチシート3人掛けとを使い分けることができる。また、先代ではその高床パッケージングが不評であったが、ティアナなどのセダンにも用いられるプラットフォームを使用することにより低床化がなされた。
2006年5月29日には大幅なマイナーチェンジが行われ、それまでの「地味」な印象を廃し、車内外ともにデザインが大幅に変更されたが、これに当たってはフルモデルチェンジに近いマーケティングリサーチが行われた。
なお、初の海外販売として香港に輸出が行われ、追ってシンガポールへも輸出が開始された。ただし、2.5Lエンジン搭載車のみの輸出に留まっている。

### メカニズム
エンジンはV型6気筒 3.5L VQ35DE型と、直列4気筒 2.5L QR25DE型の2種類が搭載される。初代に設定されていたディーゼル車は設定されない。VQ35DEエンジン搭載車には、エクストロニックCVTが組み合わせられ、QR25DEエンジン搭載車には4速ATが組み合わせられる。先代は他の日産製RVに多かった前輪のみベンチレーテッドディスクブレーキであったがこの代より4輪ディスクとなった。
また、2006年5月のマイナーチェンジでは、メカニズム的には大きな変更はなかったが、エンジンの静寂性が向上された。

### デザイン

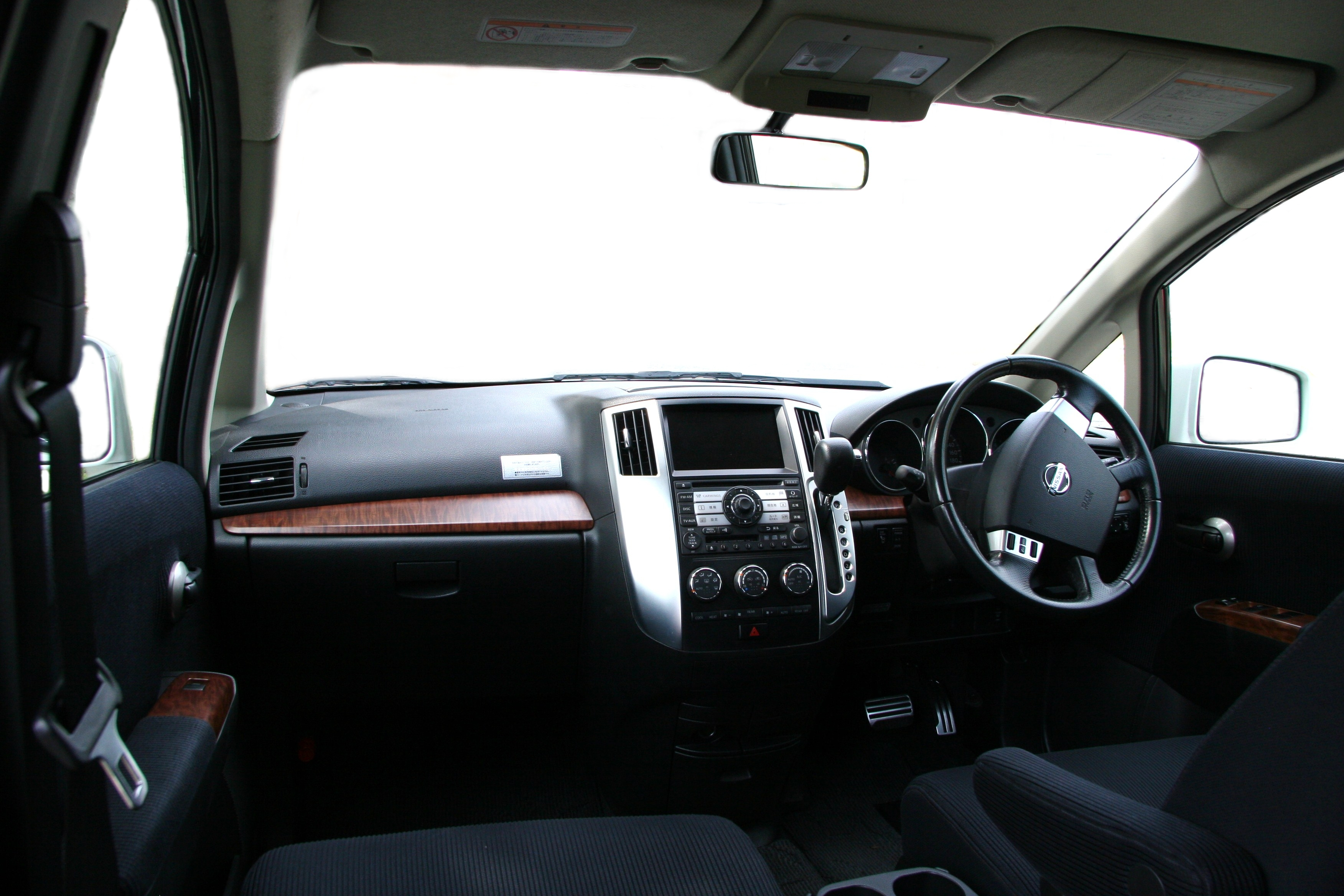
後期型 室内

車名のロゴは「Presage」から日産の統一書体、NE-01の「PRESAGE」に変更され、同時にプレサージュのエンブレムが廃止されて日産のCIに変更された。
インパネには、プラットフォームを共有するクエストにも採用されたセンターメーターが用いられていたが、2006年5月のマイナーチェンジにて廃止された。なお、クエストも同年にセンターメーターが廃止された。
後のエクストレイルのフルモデルチェンジを機に日産製のモデルからセンターメーター車は完全に廃止され、三菱自動車工業のeKワゴンからのOEM車であるオッティも、eKワゴンのフルモデルチェンジでセンターメーターが廃止になり、そのOEM車であるオッティもフルモデルチェンジの機に名称変更・NMKV越しに共同開発（製造は三菱のまま）されたデイズの販売開始により生産終了となった。これにより、日産の販売ラインナップからセンターメーター車は完全に無くなった。
2006年5月のマイナーチェンジでは、エクステリアデザインも大きく変更され、同社のSUVであるムラーノと共通テーマを持つフロントとなった。また、後期型ハイウェイスターのバンパーにはエルグランドハイウェイスターのテーマが継承されている。

### ラインアップ
グレード構成は当初、16インチアルミホイールなどを装備する上級グレードの「X」、16インチフルホイールカバーを装備する「V」、専用フロントグリル、バンパー、17インチホイールを装備する「ハイウェイスター」が用意され、3.5L車は「X」のみに用意された。その後2005年12月のグレード構成見直しにより、標準車のグレード名称が下から「250XG」、「250XGエアロ」、「350XV」となり、排気量がグレード名に付属するようになった。
2006年5月のマイナーチェンジの際にもグレード構成の変更が行われ、下から「250XE」、「250XG」、「250XL」となり、ハイウェイスターのみに3.5Lと2.5L両方のエンジンが用意された。なお、250XEについては2007年6月のマイナーチェンジで250XGに統合された。

### 年表
- 2003年
  - 7月24日 - 全国一斉発売。ブルーステージ店およびレッド&ブルーステージ店での取り扱いが始まった[8]。
- 2004年
  - 5月12日 - 「V Limited」を追加。Vにスライドドアオートクロージャー、インテリジェントキーなどの装備を追加。専用色としてのファウンテンブルーパールメタリックが用意された。
  - 10月19日 - 一部改良。フロントグリルのメッキ化など、ハイウェイスターの外装を一部変更したほか、全グレードの内装および装備を変更。オーテックジャパンによる特別仕様車「ライダーS」を追加設定。
- 2005年
  - 4月28日 - Vにハイウェイスターのエアロを中心とした装備を装着した特別仕様車「Vエアロ」を追加。同時に、RiderにRider Sの内装や専用フロアカーペット、スーパーサウンドシステム、キセノンヘッドランプなどを装備した特別仕様車「Rider α」を追加。
  - 12月27日 - マイナーチェンジ。グレードの見直しと法規改正によるヘッドランプレベライザーの採用などが行われた。
- 2006年
  - 5月29日 - マイナーチェンジ。フロントマスクとインパネを大幅に変更。グレードも整理され、3.5Lエンジン搭載車は4WDが廃止されFFのみとなり、ハイウェイスター、ライダー、ライダーSのみとなった。新たに「ライダーαII」が追加された。
  - 12月19日 - 特別仕様車「250ハイウェイスターJ」を追加。250ハイウェイスターをベースに、16インチタイヤを装着するなど、装備を一部省略したグレード。
- 2007年
  - 6月7日 - 一部改良。グレードの見直しが行われ、特別仕様車の250ハイウェイスターJをカタログモデルとして追加。エクステリアでは、250XGと250XLのフロントグリル、バンパーが変更された。ほかには、メーカーオプションのナビがHDD化され、またiPodの曲をワイヤレスで聞くことが可能になった。
  - 10月 - 「ライダー 10thアニバーサリー」を発売。スポーティなスタイル「ライダー」シリーズに、専用のスモーク化したフロントグリル、キッキングプレート、ボディサイドグラフィックなど、より魅力的な装備を追加したモデルである。なお、本モデルは2008年5月末までの期間限定販売となる。
- 2008年10月30日 - 一部改良。カーウイングスナビゲーションシステム（HDD方式）装着車にETCユニットを標準設定とし、一部グレードにオプションで設定していたプラズマクラスターイオンフルオートエアコン、運転席・助手席SRSサイドエアバッグシステム、SRSカーテンエアバッグシステムを全車標準装備化された。
- 2009年
  - 7月[11] - 生産終了。在庫対応分のみの販売となる。
  - 8月 - 販売終了。これにより日産における上級ミニバンはエルグランド、ロールーフミニバンはラフェスタが代替車種となる。

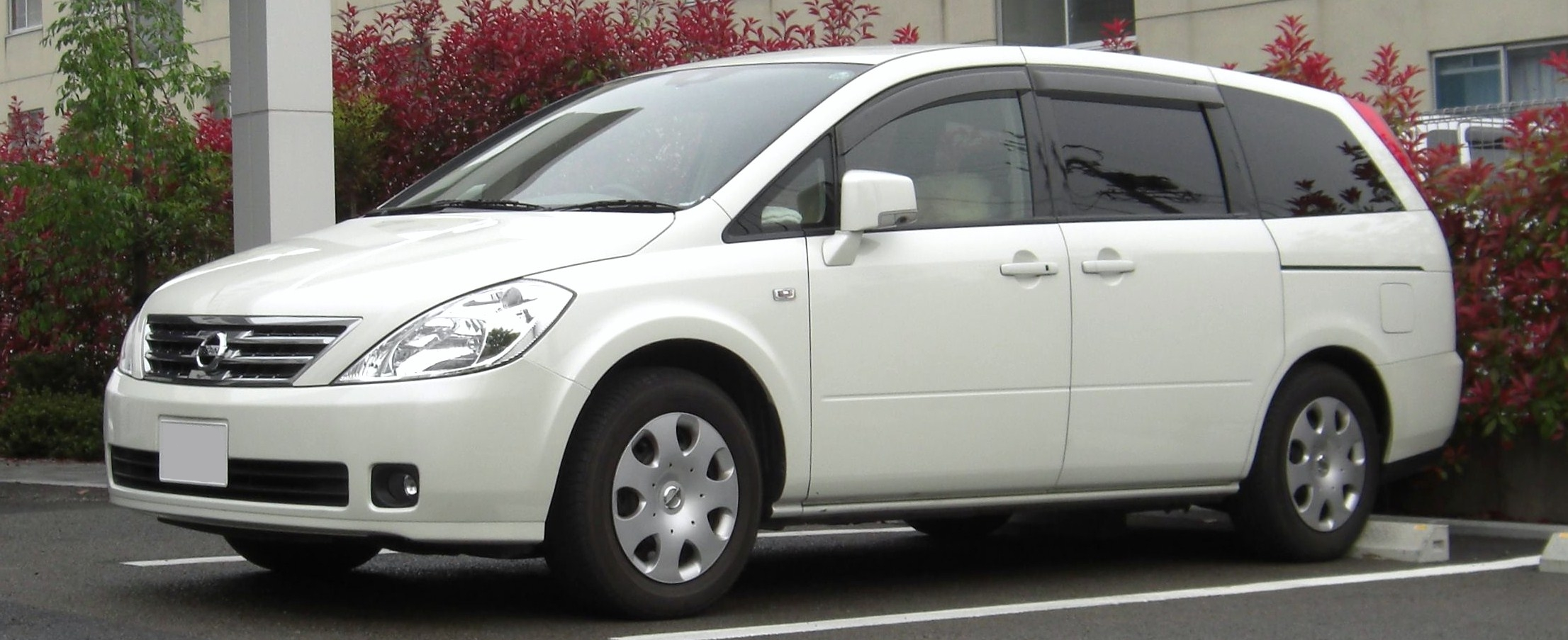
前期型V/250XG
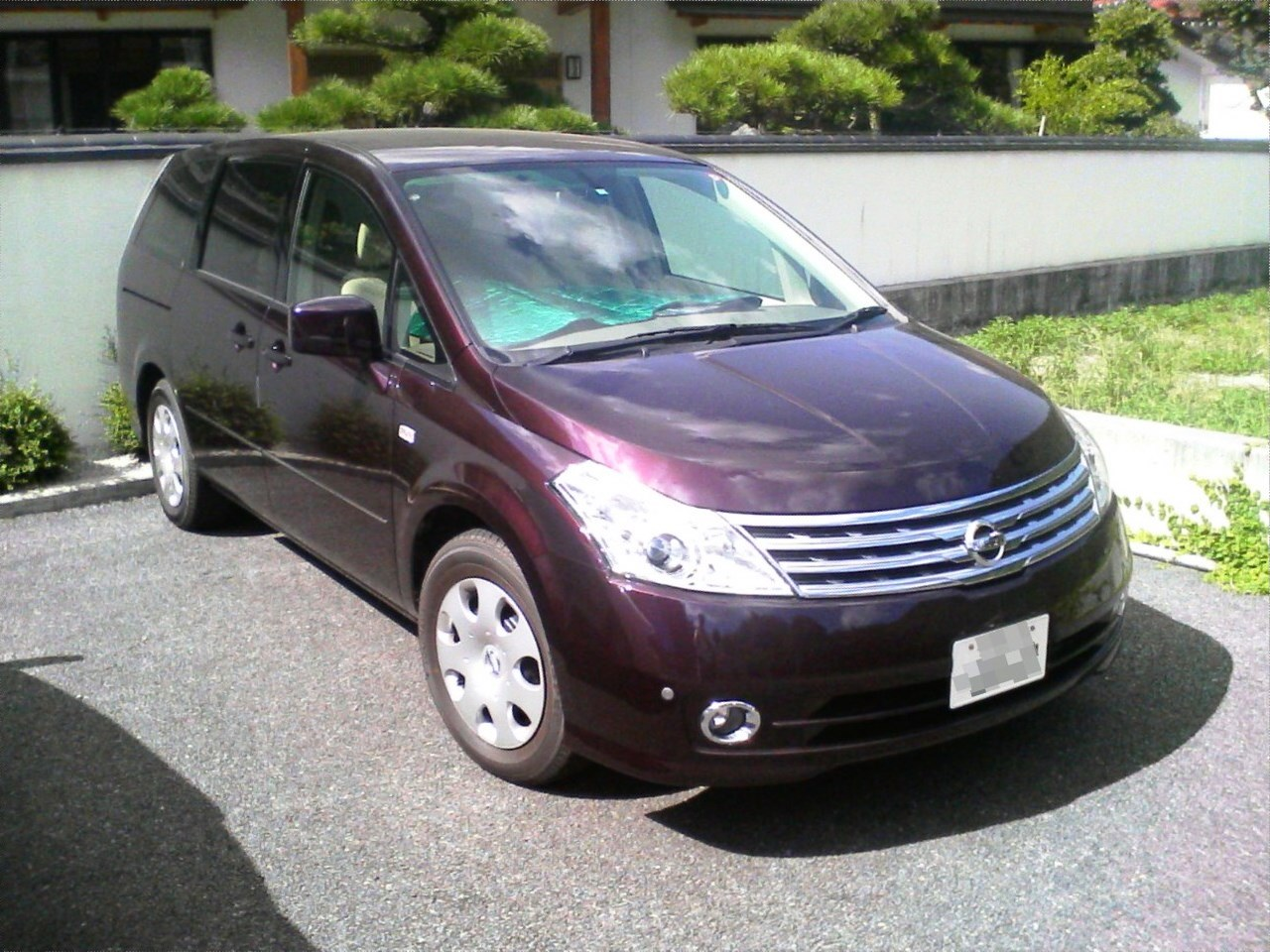
後期型250XG/XL
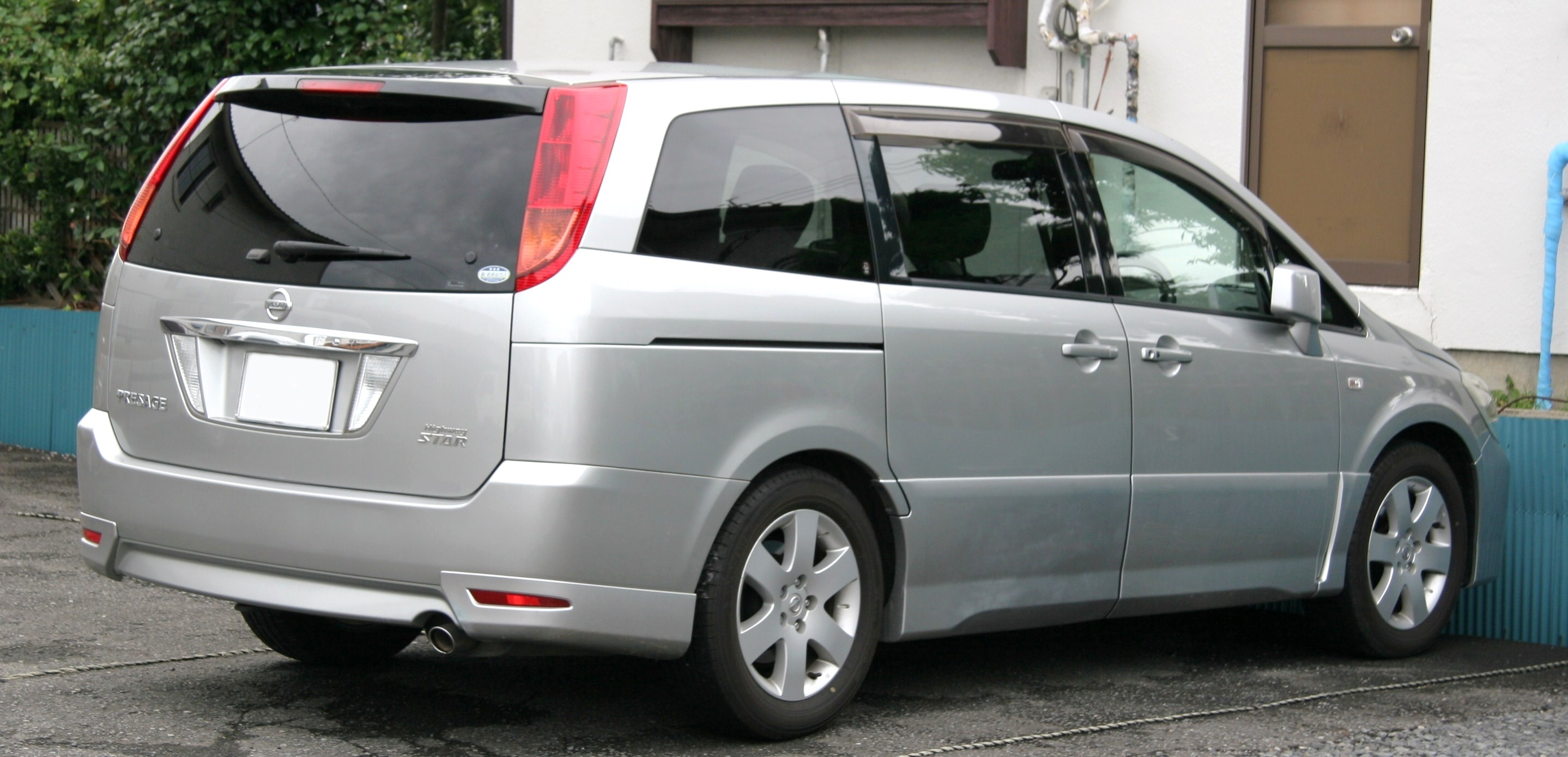
リア（前期型ハイウェイスター）
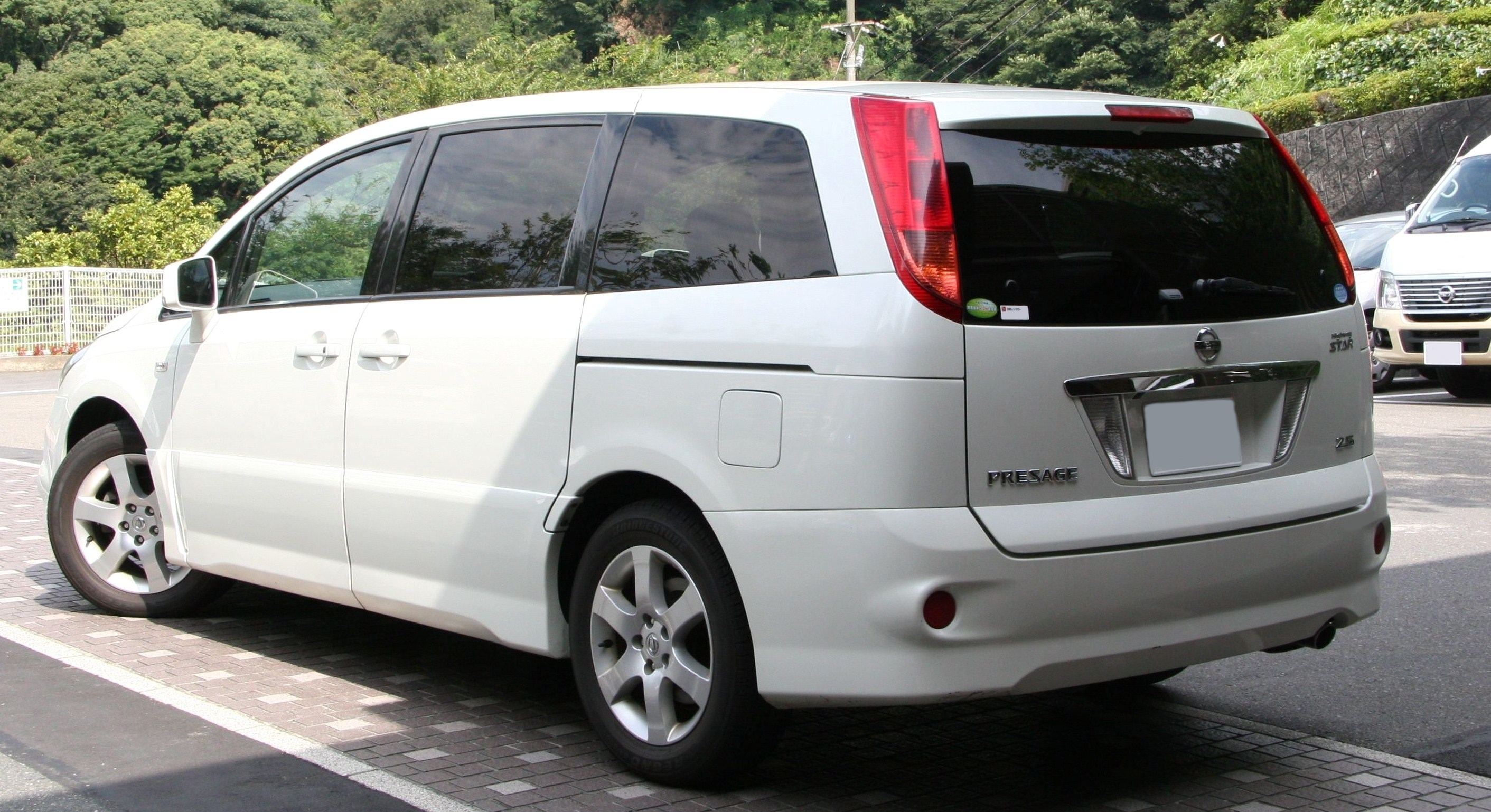
リア（後期型250ハイウェイスター）

## 車名の由来
「予感」を意味するフランス語「Presage」から。新時代の生活シーンを予感させ、ドライバーに走りたい気持ち「スポーツ心」を「予感」させるクルマという意味。